# Nguyễn Hữu Tuấn (cầu thủ bóng đá, sinh 1992)
Nguyễn Hữu Tuấn (sinh ngày 6 tháng 5 năm 1992) là một cầu thủ bóng đá chuyên nghiệp người Việt Nam hiện đang thi đấu ở vị trí trung vệ cho câu lạc bộ  Phù Đổng Ninh Bình.

## Danh hiệu

### Câu lạc bộ
Hoàng Anh Gia Lai
- Cúp Quốc gia:  2022

Thành phố Hồ Chí Minh
- V.League 1:  2019
- Cúp Quốc gia:  2019, 2020
- Siêu cúp Quốc gia:  2019